# Tracie McAra
Tracie McAra, coniugata Sibbald (Victoria, 20 novembre 1960), è un'ex cestista canadese.

## Carriera
Con il Canada ha disputato i Campionati mondiali del 1983 e i Giochi olimpici di Los Angeles 1984.